# Шуй (Тыва)
Шуй (тув. Шуй) — село в Бай-Тайгинского кожууне Республики Тыва. Административный центр и единственный населённый пункт Шуйского сумона.

## География
Село находится у р. Барлык (рыбная) и канала Чаа-Барлык.
Уличная сеть
Мостовой пер.,
ул. Бай-Доржу, ул. Гагарина, ул. Кудурукпай, ул. Лесная, ул. Манчурек, ул. Новая, ул. Нордуп, ул. Сайыр-Аксы, ул. Тиилелге.
К селу примыкают местечки (населённые пункты без статуса поселения) м. Ак-Хем, м. Базырак-Адаа, м. Беленгииш, м. Дувуренниг-Каът, м. Сарыг-Озен, м. Чангыс-Терек, м. Чинге-Каът, м. Шат, м. Шуй-Аксы, м. Шуй-Ишти.

## Географическое положение
Расстояние до:
районного центра: Тээли (Бай-Тайга): 17 км.
Расстояние до республиканского центра: Кызыл 302 км.
Ближайшие населенные пункты
Эрги-Барлык 6 км, Тээли (Бай-Тайга) 16 км, Дон-Терек 21 км, Кызыл-Даг 23 км, Аксы-Барлык (Алдын-Булак) 26 км, Барлык 30 км

## Население
| 2002  | 2010  | 2011  | 2012  | 2013  | 2014  | 2015  |
| ----- | ----- | ----- | ----- | ----- | ----- | ----- |
| 1659  | ↗1832 | ↘1828 | ↘1814 | ↗1827 | ↘1812 | ↗1830 |
| 2016  | 2017  | 2018  | 2019  | 2020  | 2021  |       |
| →1830 | ↗1841 | ↘1825 | ↘1819 | ↘1800 | ↘1771 |       |

## Инфраструктура
образование
МКУ Школа-интернат с. Шуй
Школа с. Шуй
детсады «Чечек», «Шетчигеш», д/с села Шуй
сельское хозяйство
Разведение овец и коз — СХК «ШУЙ», СХК АЯЛЗЫ
Разведение крупного рогатого скота — СХК ШИВИ
культура
сельский дом культуры
административная деятельность
МУЧ АДМ СП СУМОН ШУЙ, МУЧ ХП СУМОН ШУЙСКИЙ
другое
Деятельность религиозных организаций — РО ДУНГАР ЕГИЛ ЛИН

## Транспорт
Автодорога местного значения.

## Известные люди
- В селе родился Чыргал-оол, Алексей Боктаевич (1924—1989) — тувинский композитор, актёр, дирижёр, педагог и музыкально-общественный деятель, народный артист СССР (1984).
- Учителем биологии и химии в школе села Шуя начала свою трудовую деятельность Очур Ирина Шекпер-ооловна (1940) — видный общественный и партийный деятель, писатель, ветеран женского движения Тувы.
- Член Союза журналистов России Василий Савырович Салчак — тувинский литературовед
- Лауреат премии Ленинского комсомола Тувы Хуреш-оол Кара-Салович Дамба